# Famille de Fontanges
La famille de Fontanges est une famille subsistante de la noblesse française d'extraction chevaleresque, sur preuves de 1373, originaire de la Haute-Auvergne. Elle donna de nombreuses branches pour la plupart éteintes.
Cette famille compte parmi ses membres des officiers généraux, des officiers supérieurs, un aumônier de la reine Marie-Antoinette sacré plus tard évêque, etc.

## Histoire

### Origine
La famille de Fontanges est originaire du bourg de Fontanges situé en Haute-Auvergne, à proximité de Salers, dans l'actuel département du Cantal où elle possédait de toute ancienneté un château-fort aujourd'hui en ruine juché sur un rocher.[réf. nécessaire]
On trouve mention de ce patronyme depuis le Xe siècle mais sans preuves de filiation à ce jour avec la famille actuelle.[réf. nécessaire]
- En 932, Guillaume de Fontanges fait une donation au monastère de Mauriac (Cantal) pour le repos de l'âme de son épouse, Anglinia[1].
- le 27 janvier 1178, à Beaulieu en Limousin, Géraud de Fontanges, qualifié de chevalier illustre, prend part victorieusement à un combat singulier ordonné par Raymond II, vicomte de Turenne à la suite d'une décision de justice (au Moyen Âge, le duel est une des trois formes du jugement de Dieu). Il combat contre le chevalier Aymeric de Saint-Céré qui était accusé d'avoir par trahison tué Astorg de Saint-Céré, son cousin[2].
- Maurin de Fontanges est mentionné dans le cartulaire de l'abbaye de la Valette en 1244. On trouve aussi Hugues de Fontanges, chevalier croisé, en 1248 dont les armes et le nom figurent à la Salle des Croisades du Palais de Versailles[2].

La filiation de cette famille est établie depuis Aymeric de Fontanges, damoiseau, recensé en 1373 qui mourut après 1418 et dont le fils Guillaume, vivant en 1399 aurait été le père d'Olivier de Fontanges marié à Geneviève de Veilhan,.
Chaix d'Est-Ange écrit cependant : « On observe que ces filiations ne sont prouvées que par un acte de cession du 15 septembre 1433, produit en copie informe d'une écriture du commencement du présent siècle, et par une enquête du 14 octobre 1468, produite aussi en copie informe d'une écriture du temps, mais que ces copies ont tous les caractères de la bonne foi et que la première de ces filiations est encore appuyée d'une ancienne généalogie manuscrite déposée au Cabinet de l'Ordre du Saint-Esprit ».
Guyot de Fontanges, écuyer, seigneur de Fontanges (mort vers 1520), officier aux ordres du roi Louis XI, dans les compagnies des seigneurs d'Estouteville et de Balsac, épousa en 1461, Marguerite de Curières, fille d'Antoine, sgr d'Hauteroche. Il en eut, entre autres enfants, deux fils, Rigaud et Louis, qui furent les auteurs de deux grandes branches.
L'importance du nombre de fiefs de cette famille témoigne de sa nombreuse descendance depuis le Moyen Âge jusqu'à la fin de l'Ancien Régime. Cependant, la plupart des branches se sont éteintes, et le Catalogue de la noblesse française de Régis Valette n'enregistre plus que sept descendants mâles en 2007.
Elle est admise aux Honneurs de la cour en l'année 1787.
La famille de Fontanges est membre de l'ANF depuis le 15 juin 1957,.

## Filiation

### Branche aînée: seigneurie de Fontanges (éteinte)
- Olivier de Fontanges, seigneur de Fontanges, écuyer (mort vers 1464), lieutenant dans une compagnie d'ordonnance sous les ordres du roi Charles VII. Il épouse Geneviève de Veilhan, dont
- Guyot de Fontanges, écuyer, seigneur de Fontanges (mort vers 1520), officier aux ordres du roi Louis XI, dans les compagnies des seigneurs d'Estouteville et de Balsac. Il épouse en 1461, Marguerite de Curières, fille d'Antoine, sgr d'Hauteroche, dont
- Rigaud de Fontanges, écuyer, seigneur de Fontanges et Palemont. Il sert avec son père en 1499 dans la compagnie de Robert de Balsac, sénéchal de l'Agenois. Il épouse Anne de Montjou, dame dudit lieu et de Cropières, dont
- Nicolas de Fontanges, écuyer, seigneur de Fontanges, Palemont, Montjou, Cropières. Homme d'armes dans la compagnie du duc d'Albany de 1520 à 1522. Mort vers 1549. Il avait épousé Antoinette de Flaghac, dont
- Annet de Fontanges, écuyer, seigneur de Fontanges, Puechmourier, Palemont, Cropières, etc. Mort en 1599. Il avait épousé en 1555 Gilberte André de Ludesse, dont
- Pètre-Jean de Fontanges, chevalier, seigneur de Fontanges, Palemont, Cropières, Saint-Juéry, etc. Il épouse en 1590, Jeanne de La Rouë, dont
- Guillemine de Fontanges, dernière descendante de la branche aînée, héritière du fief de Fontanges, mariée le 3 août 1616 à Louis de Scorailles, 2e du nom, chevalier, seigneur de Roussille. Leur fils, Jean-Rigal de Scorailles, héritier du fief de Fontanges (1618-1701), épouse Éléonore de Plas : leur fille Marie Angélique de Scorailles dite la duchesse de Fontanges (1661-1681) devient favorite du roi Louis XIV. Elle hérite à son tour le fief de Fontanges, que le roi érige en duché.

La branche aînée de la famille de Fontanges s'est éteinte au début du XVIIe siècle.

### Branches cadettes éteintes
1. Branche des seigneurs de Velzic
2. Branche des seigneurs d'Auberoques
3. Branche des seigneurs du Chambon
4. Branche des seigneurs d'Hauteroche
5. Branche des seigneurs de La Fauconnière
6. Branche des seigneurs de La Clidelle
7. Branche des seigneurs de Maumont
8. Branche des seigneurs de Masclas et de La Borie

### Branche subsistante des seigneurs de Couzan
Première branche aînée (éteinte).
- Charles I de Fontanges, baron de Couzan[9] (1740-1804), lieutenant de dragons dans le régiment de Nicolaï, épouse Antoinette de Chalus, dame de Couzan, le 18 février 1765, dont
- Charles II de Fontanges, baron de Couzan (1771-1864), épouse Agathe Marie Borel de Brétizel (1790-1864), dont
- Henri de Fontanges, baron de Couzan (1815-1875), capitaine de frégate, officier de la Légion d'honneur, épouse Thérèse Céleste du Fresne de Kerlan (1815-1875)[10], dont
  - Marie Thérèse Élisabeth de Fontanges (1853-1876), épouse Gabriel, Roger Viénot de Vaublanc (1848-1928), zouave pontifical. (SP) ;
  - Marie Françoise Anne de Fontanges (1857-1931), épouse Maximilien Viénot de Vaublanc (1853-1916), officier des Haras. (AP).

Branche éteinte.
2e branche aînée (subsistante)
- Louis de Fontanges de Couzan (1817-1890), 2e fils de Charles II de Fontanges et d'Agathe Borel de Brétizel, Saint-Cyr 1838, général de division, commandeur de la Légion d'honneur, épouse Caroline Marguerite Noémie Audibert (1832-…), dont
- Roger de Fontanges de Couzan (1869-1957), épouse Marie Agnès Vincent d'Hantecourt (1875-1952), dont
- Aymeric de Fontanges de Couzan (1916-1980), épouse Margerite-Marie Carrelet, née en 1920, dont postérité.

Branche cadette (subsistante)
- Maurice de Fontanges (1819-1894), 3e fils de Charles II de Fontanges et d'Agathe Borel de Brétizel, polytechnicien, ingénieur en chef des Ponts et Chaussées, officier de la Légion d'honneur, épouse Anne Louis de Chérisey (1821-1916), dont
- Hugues de Fontanges (1847-1921), colonel, Ier régiment de cuirassiers, officier de la Légion d'honneur, épouse Edme Jacqueline Odette Gauthier d'Hauteserve (1853-1921), dont postérité.
- Jacques de Fontanges (1850-1926), chef d'escadron de cavalerie, chevalier de la Légion d'honneur, épouse Marguerite de Geres de Camarsac (1857-1892), dont :
  - Henri de Fontanges (1881-1962), épouse Anne de Galon (x, x), dont postérité ;
  - Jean de Fontanges (1885-1967), commandant de réserve, officier de la Légion d'honneur, épouse Christine de Rostang (1887-1967), dont postérité.

## Personnalités
- Antoine de Fontanges (branche de Masclas et de Laborie), nommé par le roi Henri II, par commission du 23 avril 1557, l'un des cinq mestres de camp chargés de conduire le ban général du royaume[2].
- François de Fontanges  (branche d'Auberoques), capitaine dans le régiment d'Auvergne, puis maréchal de camp par brevet du 13 septembre 1650[2].
- Jean de Fontanges (branche d'Auberoques), capitaine dans le régiment de S.A.R. Gaston d'Orléans (1608-1660), frère du roi Louis XIII. Il participe pendant trois ans à la guerre de Flandre, puis au siège de Gravelines en 1644. Sous les ordres du prince Louis II de Bourbon-Condé, il prend part au siège de Dunkerque, en 1646[2].
- Guillaume de Fontanges (branche de Velzic), maintenu dans sa noblesse par ordonnance de M. de Fortia, intendant d'Auvergne, le 8 octobre 1666[2].
- Hugues de Fontanges (branche de Maumont), mousquetaire, puis major-général dans l'armée du roi en 1676, lieutenant-général au service du roi d'Angleterre Jacques II en 1689, tué au siège de Londonderry, le 1er mai 1689[2].
- Léonard de Fontanges (branche d'Auberoque), capitaine de dragons dans le régiment de La Reine, blessé en 1679 à Saint-Denis près Valenciennes, tué en 1692 à la bataille de Steinkerque[2].
- Jean-François de Fontanges (branche d'Auberoques), capitaine au régiment de cavalerie de Bellegarde, tué à la bataille de La Marsaille le 4 octobre 1693[2].
- Jean-Pierre de Fontanges (branche de Masclas et de La Borie), colonel du régiment de Poitou infanterie, sous les ordres du prince Louis-Armand de Conti, chevalier de l'ordre de Saint-Louis. Mort le 31 mars 1754[2].
- Jean-Baptiste-Joseph de Fontanges (branche de Velzic), chanoine-comte de Brioude, doyen du chapitre de Saint-Géraud d'Aurillac, évêque du diocèse de Lavaur de 1748 à 1764[11]. Mort en fonction en 1764.
- Charles de Fontanges (banche de Couzan), lieutenant de dragons dans le régiment de NicolaÏ. Fait les campagnes de la guerre de Sept Ans. Prend sa retraite en 1763[2].
- Louis de Fontanges (branche de Velzic), maréchal de camp des armées du roi, chevalier de l'ordre de Saint-Louis. Mort en 1781[2].
- François de Fontanges (1740-1822) (branche de la Fauconnière), Officier de l'armée française, il accomplit la plus grande partie de sa carrière à Saint-Domingue. En 1779, il participe à la Guerre d'indépendance américaine, comme chef d'état-major de l'Amiral d'Estaing, au siège de Savannah. Il est lieutenant général en 1814, commandeur de l'ordre de Saint-Louis, médaillé de l'ordre de Cincinatus.
- François de Fontanges (1744-1806), [frère du précédent], (branche de La Fauconnière), aumônier de la reine Marie-Antoinette à Versailles, évêque de Nancy de 1783 à 1787[12], archevêque de Bourges de 1787 à 1801, évêque (à titre personnel) d'Autun de 1802 à 1806.
- Charles-Guy de Fontanges (branche de La Clidelle), garde du corps du roi Louis XVI dans la compagnie de Beauvau, chevalier de l'ordre de Saint-Louis en 1786, prend part à la campagne des princes en 1792.
- Henri de Fontanges (1788-1807) (branche de Couzan), caporal au 1er régiment de chasseurs-à-pied de la Garde impériale, sous les ordres du maréchal Soult, tué à la bataille d'Heilsberg le 10 juin 1807.
- Amable de Fontanges (1784-1826) (branche de La Fauconnière), capitaine de voltigeurs sous le Ier Empire, colonel commandant le 55e de ligne lors de la campagne d'Espagne de 1823, sous les ordres du duc d'Angoulême. Il meurt à San-Sebastian le 24 octobre 1826.
- Charles-Louis de Fontanges (branche de Couzan) (12 février 1817-28 octobre 1890), général de division, commandeur de la Légion d'honneur. Membre du conseil municipal de la ville des Andelys, où il est mort.
- Charles-Maurice de Fontanges (branche de Couzan), polytechnicien, inspecteur général des Ponts et chaussées, officier de la Légion d'honneur. Mort le 19 février 1894.
- Géraud Maurice, Marie Joseph de Fontanges (branche de Couzan) (1882-1967), polytechnicien, artilleur, général de division, commandeur de la Légion d'honneur.
- René Marie Louis de Fontanges (branche de Couzan) (1895-1918), Saint-Cyr 1916-1917, sous-lieutenant au 3e régiment de Hussards, mort pour la France le 16 juillet 1918 à Montvoisin, Œilly (Marne).
- Guillaume de Fontanges (branche de Couzan) (1914-1983), pilote de guerre, lieutenant-colonel, commandeur de la Légion d'honneur, auteur du livre de mémoires Les Ailes te portent, Nlles éditions latines, 2000.
- Jacques de Fontanges (branche de Couzan) (1916-1944), Saint-Cyr, promotion du Soldat inconnu (1936-1938), lieutenant au 8e régiment de tirailleurs marocains (8e RTM), il participe à la campagne d'Italie en 1943. Il est cité pour son héroïsme à l'ordre de la brigade et à celui du corps d'armée. Puis, engagé dans la campagne de France en 1944, il est Mort pour la France au combat d'Héricourt, le 19 novembre 1944. Décoré de la Légion d'honneur à titre posthume.
- Philippe Marie Jean de Fontanges (branche de Couzan) (1920-2012), aumônier de l'École d'application de la cavalerie de Saumur.
- Nicolas de Fontanges (Branche de Couzan) (1975 -), Saint-Cyr, promotion général Lalande (1996-1999), colonel commandant du 5e régiment de dragons. Officier de la Légion d'honneur.

## Armes
- De gueules, au chef d'or, chargé de trois fleurs de lys d'azur. Devise : Tout Ainsi Font Anges

## Possessions
La famille de Fontanges a possédé les seigneuries de : Fontanges, Palemont, Montjou, Cropières, Puechmouriez, Jussac, Saint-Juery, Velzic, La Vernière, Auberoques, Tinières, La Besserette, du Chambon, de Masclas, Maumont, Vernines, Hauteroche, Fournol, Saint-Hilaire, Boscage, La Clidelle, Albiat, La Fauconnière, Couzan, de La Borie, Besseix, Blanchefort, Fargues.

## Alliances
Les principales alliances sont : de Barral, de Boissieu, Borel de Brétizel, de Bray, de Curières de Castelnau, de Cardaillac, de Chérisey, Claret de Fleurieu, de Dompierre d'Hornoy, du Fresne de Kerlan, de Gères, de La Rochefoucauld, de Lambilly, de Lentaigne de Logivière, de Maigret, de Mirandol, de Montal, de Montrognon de Salvert, du Motier de La Fayette, Régnault de Beaucaron, de Ribier, de Romance, de Roquemaurel, de Sartiges, de Scorailles, de Selve de Sarran, Suchet d'Albuféra, de Tourtier, Viénot de Vaublanc.